# Полімеразна ланцюгова реакція

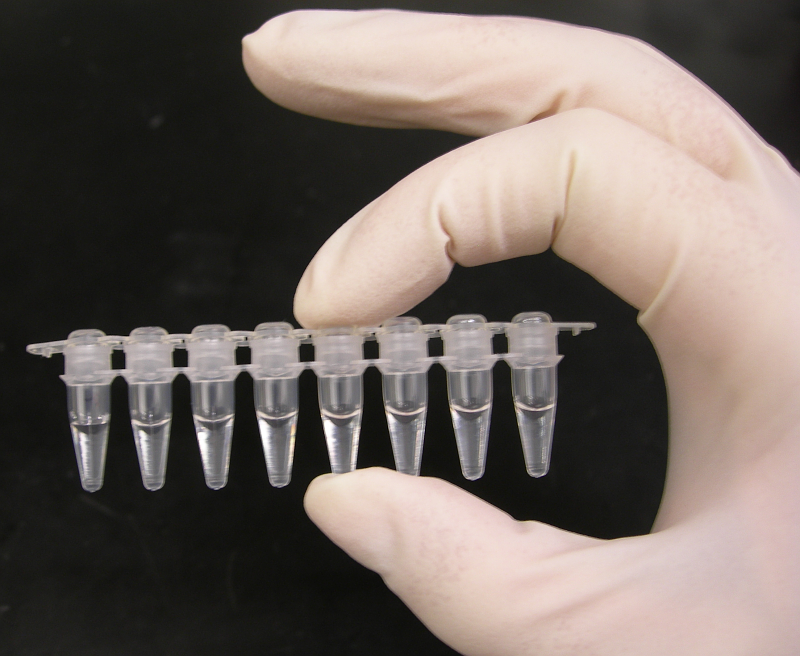
Набір тестових трубочок для ПЛР, кожна трубочка містить 100 μл реагентів реакції.

Полімеразна ланцюгова реакція (ПЛР або англ. PCR) — експериментальний метод молекулярної біології, спосіб значного збільшення малих концентрацій бажаних фрагментів ДНК в біологічному матеріалі (пробі). Крім простого збільшення числа копій ДНК (цей процес називається ампліфікацією), ПЛР дозволяє здійснювати безліч інших маніпуляцій з генетичним матеріалом (введення мутацій, зрощення фрагментів ДНК), і широко використовується в біологічній і медичній практиці. Наприклад, для клонування генів, введення мутацій, виділення нових генів, секвенування, для створення і визначення генетично модифікованих організмів, діагностики захворювань (спадкових, інфекційних), ідентифікації малих кількостей ДНК, встановлення батьківства.

## Історія

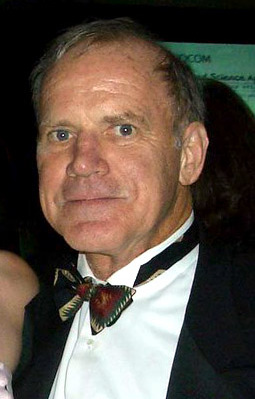
Кері Малліс, винахідник ПЛР

Полімеразна ланцюгова реакція була відкрита Кері Маллісом. За це відкриття він був нагороджений Нобелівською премією з хімії в 1993 році, через сім років після того, як він і його колеги з корпорації Cetus запропонували його для практичного використання. Вперше метод був винайдений у 1983 році, під час роботи Малліса в компанії Cetus у місті Емерівіль (Каліфорнія), одній з перших біотехнологічних компаній. Його задачею було створення коротких ланцюжків ДНК для інших учених. Малліс писав, що ідея ПЛР прийшла йому, коли він вночі в своєму автомобілі їхав уздовж Каліфорнійського шосе 1. Він продумував новий шлях аналізу змін (мутацій) в ДНК, коли усвідомив, що замість цього він винайшов метод ампліфікації будь-якої ділянки ДНК за допомогою повторних циклів дублювання, які б здійснював фермент ДНК-полімераза. В журналі Scientific American Малліс підвів підсумок методу: «Починаючи з єдиної молекули ДНК, носія генетичної інформації, ПЛР може надати 100 мільярдів подібних молекул за кілька годин. Реакцію дуже легко провести, вона вимагає однієї пробірки, незначної кількості реагентів, та джерела тепла».
Фермент ДНК-полімераза зустрічається природно в живих організмах. В живих клітинах він виконує функції реплікації ДНК протягом мітозу та мейозу. Полімераза працює, зв'язуючись з одним ланцюжком ДНК та синтезуючи інший, створюючи подвійну спіраль. У першому прототипі процесу ПЛР, фермент використовувався in vitro (у контрольованому оточенні за межами організму). Дволанцюгова молекула ДНК розділялася на окремі ланцюжки за допомогою нагрівання до 94 °C. Однак при цій температурі ДНК-полімераза, що використовувалася на той час денатурувалася, тому фермент доводилося додавати після стадії нагрівання на кожному циклі реакції. Оригінальна процедура була дуже неефективна, тому що вимагала багато часу, великих кількостей ДНК-полімерази і безперервної уваги протягом всього процесу.
Пізніше, цей оригінальний процес ПЛР був значно вдосконалений використанням ДНК-полімерази взятої з термофільних (теплолюбних) бактерій, що зазвичай ростуть в гейзерах за температури понад 110 °C. ДНК-полімераза, взята з цих організмів, стійка за високих температур, і при використанні у ПЛР не пошкоджується при нагріванні до необхідної температури. З тих пір необхідність додавати нову ДНК-полімеразу на кожному циклі зникла, процес копіювання ДНК був спрощений і автоматизований.
Одна з перших теплостійких ДНК-полімераз була отримана від бактерії Thermus aquaticus і стала відома під назвою «Taq». Taq-полімераза широко використовується для ПЛР і зараз. Проте, її недоліком є те, що через відсутність механізму корекції помилок у 3'→5' напрямку, вона робить відносно велику кількість помилок при копіюванні ДНК, що приводить до мутацій. Нові полімерази, такі як Pwo або Pfu, отримані з архей, мають необхідний механізм корекції і можуть значно скоротити число мутацій, які зустрічаються в відтворюваній послідовності ДНК. Проте, ці ферменти полімеризують ДНК набагато повільніше, ніж Taq. Зараз доступні комбінації Taq і Pfu, що забезпечують як високу процесивність (протяжність ділянки, що синтезується за одне зв'язування ферменту, і в результаті швидкість синтезу), так і високу точність копіювання ДНК.
ПЛР зараз може виконуватися на фрагментах ДНК розміром більше 10 kbp (тисяч пар основ), але середній розмір ділянки ДНК, що ампліфікується, — від кількох сотень до кількох тисяч пар основ ДНК. Проблема з довгими фрагментами — у великій кількості помилок та довгому часі реакції, тому необхідно підтримувати баланс між точністю і процесивністю ферменту. Зазвичай, чим довше ділянка, тим вища ймовірність помилок.
Метод ПЛР був запатентований корпорацією Cetus, де працював Малліс, невдовзі після його відкриття. Використання Taq-полімерази також було захищене патентами. Проте, відбулося кілька високопрофільних судових процесів щодо цього методу, зокрема невдалий судовий процес, ініційований компанією DuPont. Фармацевтична компанія Hoffmann-La Roche придбала права на патенти в 1992 році і зараз має всі права на ПЛР. Битва патентів на право використання ферменту Taq-полімерази все ще продовжується в кількох юрисдикціях у всьому світі між компаніями La Roche і Promega. Цікаво, що компаніям вдалося продовжити права на ПЛР і Taq на час після закінчення початкового патенту 28 березня 2005 року.

## Принцип дії

### Необхідні компоненти

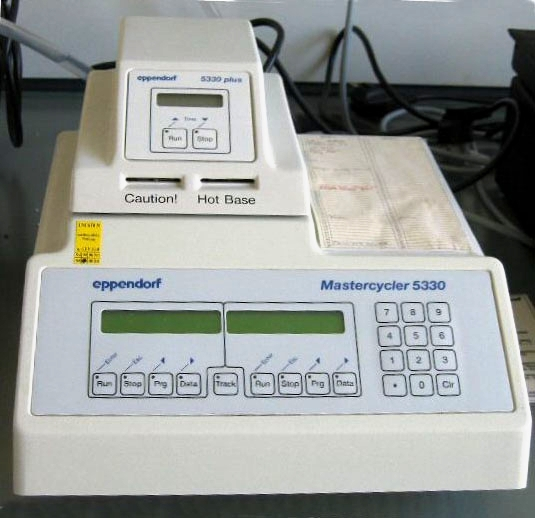
Малюнок 1: Типовий ампліфікатор для ПЛР

Метод заснований на багаторазовому вибірковому копіюванні певної ділянки ДНК за допомогою ферментів in vitro (в штучних умовах). При цьому відбувається копіювання тільки тієї ділянки, яка задовольняє задані умови, і лише в тому випадку, якщо він присутній в досліджуваному зразку.
За допомогою ПЛР зазвичай можуть бути ампліфіковані відносно короткі (до 10 kbp) ділянки ДНК з відомими кінцями, у окремих випадках можуть використовуватися ділянки до 40kbp. Для проведення найпростішої ПЛР потрібні такі компоненти:
- ДНК-матриця, тобто фрагмент ДНК, що містить ту ділянку, яку потрібно ампліфікувати.
- Два праймери, комплементарні кінцям необхідного фрагменту.
- Термостабільна ДНК-полімераза.
- Дезоксинуклеотидтрифосфати (A, G, C, T).
- Буферний розчин.

ПЛР проводять в ампліфікаторі — приладі, що забезпечує періодичну та швидку зміну температури (охолоджування і нагрівання) тестових пробірок із розчином, зазвичай з точністю не менше за 0,1 °C.

### Праймери

Малюнок 2: Схематичне зображення процесу ПЛР. (1) Денатурація при 94-96 °C. (2) Відпал при ~65 °C (3) Елонгація при 72 °C. На малюнку зображені чотири цикли реакції.

Специфічність ПЛР базується на утворенні комплементарних комплексів між матрицею і праймерами (короткими синтетичними олігонуклеотидами довжиною 18—30 основ). Кожен з праймерів комплементарний одному з ланцюгів дволанцюгової матриці, обрамляючи початок і кінець ділянки, яка ампліфікується.
Після гібридизації матриці з праймером (відпал), останній служить затравкою для ДНК-полімерази при синтезі комплементарного ланцюжка матриці (див. нижче).
Найважливіша характеристика праймерів — температура плавлення (Tm) комплексу праймер-матриця. Вона визначається, як температура, за якої половина нуклеотидів праймера гібридизована із матрицею. Tm можна приблизно визначити за формулою {\displaystyle T_{m}=2\cdot (n_{A}+n_{T})+4\cdot (n_{G}+n_{C})}, де nX — кількість нуклеотидів Х в праймері. Якщо праймер короткий і Tm мала, то праймер може виявитися частково комплементарним до інших ділянок матричної ДНК, що може призвести до появи неспецифічних продуктів. Верхня межа температури плавлення — оптимум дії полімерази, активність якої зазвичай падає при температурі, вищіїй за 80 °C. Тому ретельний дизайн праймерів — необхідна задача, яку слід провести перед тим, як починати ПЛР.
При виборі праймерів бажано дотримуватися наступних критеріїв:
- вміст GC ~ 40—60%;
- близькі Tm праймерів (відмінності не більш, ніж на 5 °C);
- відсутність неспецифічних вторинних структур — шпильок[6] і димерів[7];
- бажано, щоб на 3’-кінці був гуанін або цитозин.

### Хід реакції
Зазвичай при проведенні ПЛР виконується 20—35 циклів, кожен з яких складається з трьох стадій (див малюнок 2):
1. Дволанцюгову ДНК-матрицю нагрівають до 94—96 °C (або до 98 °C, якщо використовується особливо термостабільна полімераза) на 0,5—10 хв., щоб ланцюги ДНК розділилися. Ця стадія називається денатурацією — руйнуються водневі зв'язки між двома ланцюгами. Іноді перед першим циклом проводять попереднє прогрівання реакційної суміші протягом 2—5 хв. для повної денатурації матриці і праймерів.
2. Коли ланцюги розійшлися, температуру знижують до 50-60°C, щоби праймери могли зв'язатися з одноланцюговою матрицею; відбувається гібридизація праймерів та матриці. Ця стадія називається відпалом (англ. annealing). Температура відпалу залежить від послідовності праймерів і зазвичай вибирається на 4—5°С нижче за їх температуру плавлення. Тривалість стадії — 0,5—2 хв.
3. ДНК-полімераза реплікує матричний ланцюжок, використовуючи праймер як затравку. Це так звана стадія елонгації. Температура елонгації залежить від полімерази. Полімерази Taq і Pfu, що найчастіше використовуються, найактивніші за 72 °C. Час елонгації залежить як від типу ДНК-полімерази, так і від довжини фрагмента, який ампліфікують. Середня швидкість елонгації — 1000 пар основ за 1 хв. Після закінчення всіх циклів зазвичай проводять додаткову стадію фінальної елонгації, щоб добудувати всі одноланцюжкові фрагменти. Ця стадія триває 5—15 хв.

## Методи ПЛР
- Вкладена ПЛР (англ. nested PCR[en]) — застосовується для зменшення частки побічних продуктів реакції. Використовують дві пари праймерів і проводять дві послідовні реакції. Друга пара праймерів ампліфікує ділянку ДНК усередині продукту першої реакції.

- Інвертована ПЛР (англ. inverse PCR[en]) — використовується в тому випадку, якщо відома лише невелика ділянка усередині потрібної послідовності. Цей метод особливо корисний, коли потрібно визначити фланкуючі послідовності після вставки ДНК в геном. Для здійснення інвертованої ПЛР проводять ряд розрізів ДНК рестриктазами з подальшим лігуванням. В результаті відомі фрагменти утворюються на обох кінцях невідомої ділянки, після чого можна проводити звичайну ПЛР.

- ПЛР із зворотною транскрипцією (або ЗТ-ПЛР, англ. reverse transcription PCR, RT-PCR[en]) — використовується для ампліфікації, виділення або ідентифікації відомої послідовності з бібліотеки РНК. Перед звичайною ПЛР проводять транскрипцію молекули РНК за допомогою зворотної транскриптази і отримують комплементарну ДНК (кДНК). Цим методом часто визначають, де і коли експресуються певні гени.

- Асиметрична ПЛР (англ. asymmetric PCR) — проводиться тоді, коли потрібно ампліфікувати переважно один з ланцюжків початкової ДНК. Використовується в деяких методиках секвенування і гібридизаційного аналізу. ПЛР проводиться за класичним сценарієм, за винятком того, що один з праймерів береться у великому надлишку.

- Кількісна ПЛР(англ. quantitative PCR, Q-PCR) — використовується для швидкого вимірювання кількості певної ДНК, кДНК або РНК у пробі. Цей метод зазвичай використовується «у реальному часі» (Кількісна ПЛР у реальному часі). При цьому застосовують флуоресцентно мічені реагенти для точного вимірювання кількості продукту реакції у міру його накопичення.

- Touchdown ПЛР (англ. touchdown PCR[en]) — за допомогою цього методу зменшують вплив неспецифічної гібридизації праймерів на утворення продукту. Перші цикли проводять при температурі, вищій за температуру відпалу, потім кожні декілька циклів температуру знижують. За певної температури система пройде через смугу оптимальної специфічності праймерів до ДНК.

- Метод молекулярних колоній (або «ПЛР в гелі», англ. PCR colony) — поліакріламідний гель полімеризують зі всіма компонентами ПЛР на поверхні і проводять термоциклування. У точках, які містять ДНК, до якої підібрані праймери, відбувається ампліфікація з утворенням молекулярних колоній.

- Геліказ-залежна ампліфікація (англ. helicase-dependent amplification) — подібна до звичайної ПЛР, але реакція проходить при постійній температурі. Для роз'єднання ланцюжків ДНК використовується геліказа замість теплової денатурації.

- ПЛР із швидкою ампліфікацією кінців кДНК (англ. rapid amplification of cDNA ends[en], RACE) — ампліфікація матричної РНК (мРНК) за допомогою відомого фрагмента усередині цієї молекули.

- ПЛР довгих фрагментів (англ. long-range PCR) — модифікація ПЛР для ампліфікації протяжних ділянок ДНК (10 kbp і більше). Використовують дві полімерази, одна з яких — Taq-полімераза з високою процесивністю (тобто полімераза здатна за один прохід синтезувати довгий ланцюг ДНК), а друга — ДНК полімераза з 3'-5' ендонуклеазною активністю. Друга полімераза необхідна для того, щоб коригувати помилки, внесені першою.

- Випадкова ампліфікація поліморфної ДНК (англ. random amplification of polymorphic DNA[en], RAPD) — використовується тоді, коли потрібно розрізнити близькі за генетичною послідовністю організми, наприклад, різні сорти культурних рослин, породи собак або близькоспоріднені мікроорганізми. У цьому методі зазвичай використовують один праймер невеликого розміру (20—25 bp). Цей праймер буде частково комплементарний випадковим ділянкам ДНК досліджуваних організмів. Підбираючи умови (довжину праймера, його склад, температуру тощо), вдається добитися задовільної відмінності картини ПЛР для двох організмів.

- Мультиплексна ПЛР (англ. multiplex PCR) — використання великого числа унікальних праймерів в одній реакції ПЛР для отримання кількох продуктів ПЛР різної довжини. Така реакція заміняє кілька окремих реакцій ПЛР, які вимагали би більшої кількості реагентів та часу. Температури відпалу кожного з наборів праймерів повинні бути оптимізовані, щоби вони могли правильно працювати в межах однієї реакції. Крім того, розміри ділянок ДНК, які ампліфікуються, повинні достатньо відрізнятися, щоб їх можна було розрізнити за допомогою гелевого електрофорезу.

- Мультиплексна ампліфікація проб за допомогою ліґування (англ. multiplex ligation-dependent probe amplification[en], MLPA) дозволяє ампліфікувати кілька ділянок ДНК за допомогою однієї пари праймерів.

Якщо нуклеотидна послідовність матриці відома лише частково або невідома зовсім, можна використовувати вироджені праймери, послідовність яких містить вироджені позиції, в яких можуть розташовуватися будь-які нуклеотиди. Наприклад, послідовність праймера може бути такою: .ATH., де Н заміняє собою A, T або C.

## Використання

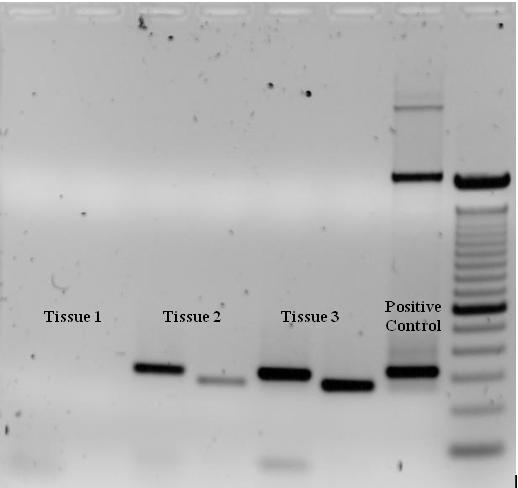
Малюнок 3: Результати гелевого електрофорезу продуктів ПЛР, візуалізовані за допомогою етідіум броміда. Два набори праймерів використовувалися для ампліфікації гена IGF з трьох різних зразків тканин. У зразку 1 (Tissue 1) ген відсутній, і не був ампліфікований, тоді як смуги у зразках 2 і 3 вказують на успішну ампліфікацію цього гену. Як позитивний контроль використовується шкала ДНК, яка містить фрагменти ДНК різної довжини (стовпчик праворуч) для оцінки розміру продуктів реакції ПЛР.

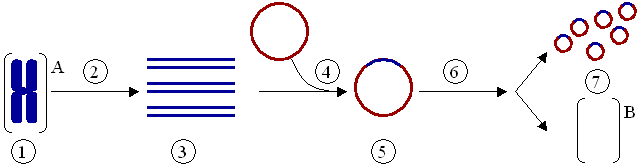
Малюнок 4: Клонування гена за допомогою плазміди.
(1) Хромосомна ДНК організму A. (2) ПЛР. (3) Багато копій одного гену з організму A. (4) Вставлення гену в плазміду. (5) Плазміда з геном з організму A. (6) Вставлення плазміли в організм B. (7) Експресія гену з організму A в організмі B.

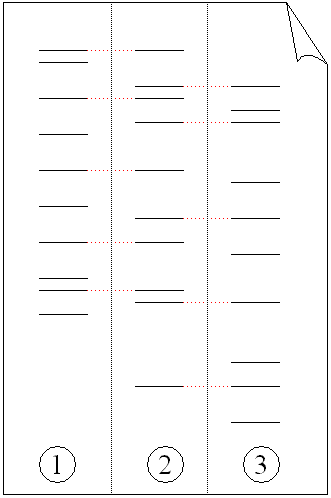
Малюнок 5: Електрофорез фрагментів, ампліфікованих за допомогою ПЛР.
(1) Батько.
(2) Дитина.
(3) Мати.
Дитина набула деякі, але не всі, лінії своїх генетичних відбитків пальців від кожного із своїх батьків, створюючи новий унікальний набір.

### Ізоляція генетичного матеріалу
Велика частина ефективності ПЛР знаходиться в його здатності легко ізолювати специфічні регіони послідовності ДНК з матеріалу цілого геному. Для багатьох методів потрібний резервуар молекул ДНК, ізольованих із специфічного фрагмента ДНК, і використання ПЛР зробило всі ці методи ефективнішими. Оскільки ПЛР також ампліфікує ізольований регіон, метод потребує дуже маленьких кількостей матеріалу для аналізу.

#### Секвенування ДНК і виявлення генетичних хвороб
Як тільки створений зразок, в якому всі молекули походять від єдиного регіону ДНК, можливо здійснити секвенування (встановлення послідовності) ДНК для визначення невідомої послідовності нуклеотидів фрагменту між двома праймерами. Один з праймерів ПЛР зазвичай використовується як якір для методу Зангера, найзагальнішого зараз методу секвенування. Цей метод зазвичай використовується для діагностики генетичних захворювань; лікар може підтвердити діагноз, спостерігаючи відмінності послідовності ДНК, які, як відомо, пов'язані з захворюванням.

#### Методи рекомбінації ДНК
Ізоляція фрагмента ДНК дозволяє проведення методів рекомбінантної маніпуляції ДНК, які залучають вставку наданої послідовності ДНК до генетичного матеріалу іншого організму (зараз такі організми відомі як генетично змінені організми, ГЗО або GMO). ПЛР часто використовується для ампліфікації гена, який потім може бути вставлений в інший геном через відповідний процес рекомбінації або, звичайніше, вставлений у вектор (наприклад, плазміду), який несе ДНК в цільовому організмі.

#### Використання в криміналістиці та встановлення батьківства
Метод генетичних відбитків пальців (англ. genetic fingerprinting) — метод, що використовується в криміналістиці для ідентифікації людини, порівнюючи її ДНК з ДНК в наданому зразку. ПЛР звичайно використовується для ампліфікації набору певних регіонів ДНК, про які відомо, що вони змінюються в довжині від людини до людини. Комбінація довжин всіх цих регіонів, які потім розділяються за допомогою гелевого електрофорезу, створює «генетичний відбиток пальців». Із застосуванням ПЛР теоретично потрібна лише одна молекула ДНК для певної ідентифікації, хоча у окремих випадках саме ця чутливість збільшує ризик помилок через можливе забруднення, і ампліфікацію в результаті ДНК з зовнішніх джерел. Існує кілька методів генетичних відбитків пальців, але всі вони звичайно використовують гелевий електрофорез, після чого зразок фарбується за допомогою етідіум броміда або інших фарбників, або спостерігається за допомогою гібридизації з пробами ДНК за допомогою саузерн-блоттінга (англ. Southern blot).
На практиці необхідний зразок генетичного матеріалу збирається з місця злочину — кров, слина, сперма, волосся тощо Цей зразок порівнюють з генетичним матеріалом підозрюваного. Оскільки є невелика імовірність, що у двох чоловік відбитки виявляться схожими, цей метод частіше використовується для доказу невинності підозрюваного.
Хоча «генетичні відбитки пальців» унікальні (за винятком випадку однояйцевих близнят), споріднені зв'язки все ж таки можна встановити, зробивши декілька таких відбитків (див. малюнок). Той же метод можна застосовувати, злегка модифікувавши його, для встановлення еволюційної спорідненості серед організмів.

### Ампліфікація та вимірювання кількості ДНК
Оскільки ПЛР ампліфікує регіони ДНК, він може використовуватися для аналізу надзвичайно невеликих кількостей зразку. Крім того, кількість часу, потрібна для ампліфікації ДНК до наданого рівня, залежить від її кількості в початковому зразку, завдяки чому ПЛР може також використовуватися для визначення кількості ДНК.

#### Аналіз стародавньої ДНК
Використовуючи ПЛР, стає можливим проаналізувати ДНК, якій кілька тисяч років. Методи ПЛР були успішно використані на деяких стародавніх тваринах, наприклад мамонті віком у 40 тис. років та на людській ДНК з стародавніх гробниць, наприклад, єгипетських мумій.

#### Ідентифікація вірусної ДНК
Вірусні захворювання також можуть бути ідентифіковані за допомогою ПЛР. Використовуючи праймери, специфічні для цього вірусу, ПЛР може успішно ампліфікувати ДНК та виявити, чи присутній в ньому вірус. Оскільки ПЛР дуже чутливий, такий аналіз часто можливий скоро після інфекції, яка може відбутися від кількох днів до кількох місяців або навіть років до появи фактичних симптомів. Таке раннє виявлення надає лікарям істотну допомогу в лікуванні. Лікарі можуть також використовувати методи кількісної оцінки ДНК для визначення кількості вірусу («вірусний вантаж») в пацієнті.

#### Оцінка кількості ДНК і визначення експресії генів
Тому що кількість продукту, отриманого за допомогою ПЛР, залежить від кількості початкового матеріалу, ПЛР може використовуватися для оцінки кількості копій наданої послідовності, які присутні в зразку — техніка, особливо корисна для визначення рівнів експресії генів. У клітинах кожен ген експресується через виробництво матричної або транспортної РНК (тРНК), яка потім використовується для трансляції у білки, відповідні гену. Кількість РНК в клітині для даного гена показує, наскільки ген зараз активний. Використовуючи зворотну транскрипцію для отримання ДНК, комплементарного мРНК (кДНК) і згодом використовуючи ПЛР для ампліфікації цих молекул, можливо визначити рівень експресії гену.
Точніші вимірювання можливі, якщо кількість дволанцюжкової ДНК вимірюється після кожного циклу ПЛР, метод відомий як «кількісний ПЛР в реальному часі». До суміші додається фарбник, який стає флуоресцентним при контакті з ДНК, і кількість ДНК може бути визначена по інтенсивності флуоресценції.